# La Amistad
La Amistad, d'abord nommée Friendship, est une goélette à hunier construite à Baltimore en 1833, qui a été utilisée par des Espagnols dans la traite des Noirs aux Caraïbes, et dont le capitaine a été tué lors d'une révolte des captifs africains en 1839. 
Jugés aux États-Unis, ces Africains ont été acquittés parce qu'ils n'étaient pas des « esclaves » mais avaient été « kidnappés », sauf le garçon de cabine du capitaine considéré, lui, « esclave » et de ce fait condamné à être renvoyé à Cuba ; le navire a été rendu aux marins. 
Les aspects politiques de cette histoire témoignent des préjugés raciaux dont ont été victimes les Noirs en Amérique, en particulier de la part des autorités gouvernementales de l'époque qui étaient en faveur de l'esclavage, alors qu'une partie de l'opinion était bouleversée. Les abolitionnistes ont unanimement soutenu les accusés, payé leur retour en Afrique et mis le petit Antonio en sécurité.

## Les faits

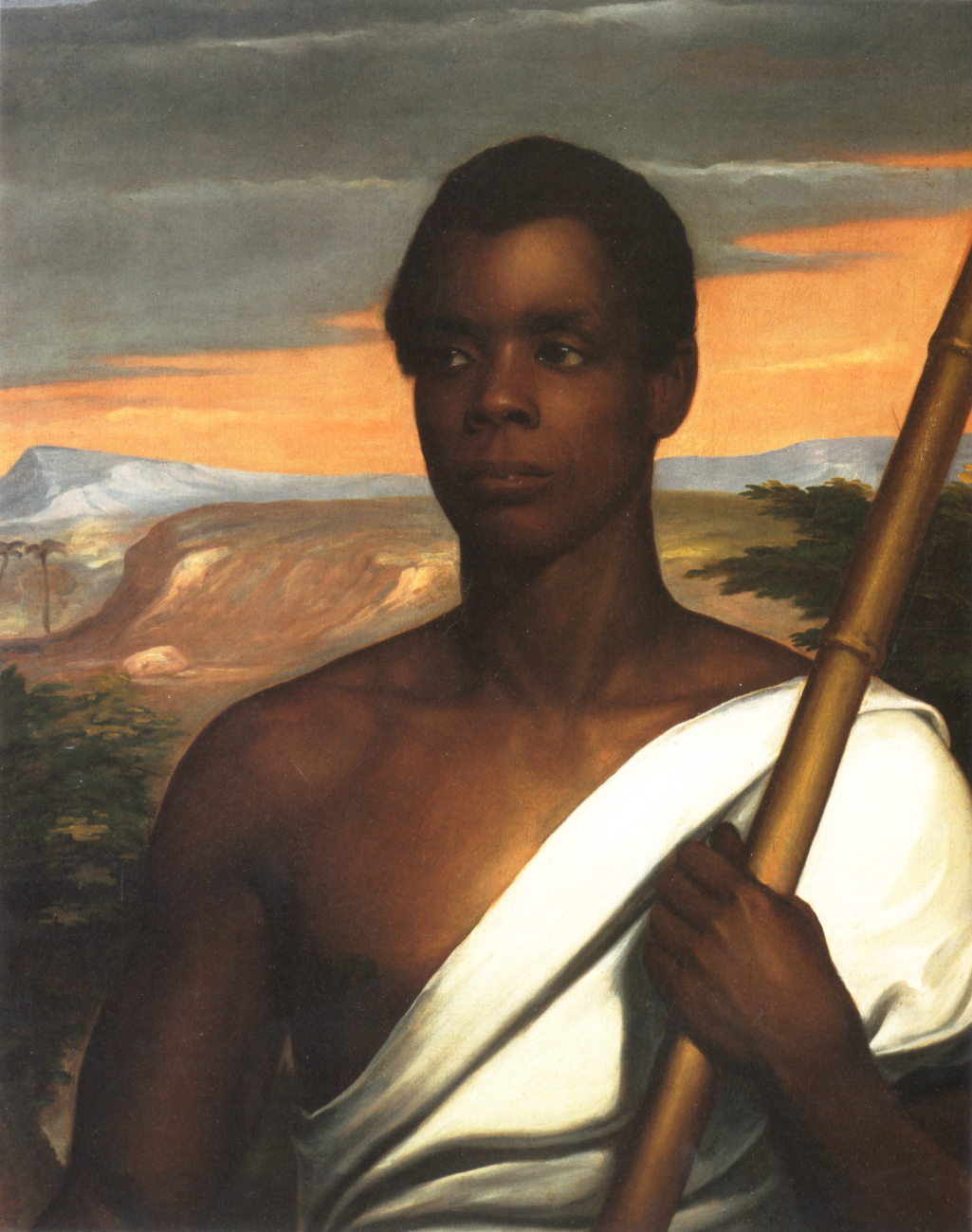
Portrait de Joseph Cinqué, 1839.

Le 2 juillet 1839, un groupe de 53 esclaves africains d'origine Mendé est mené par Sengbe Pieh, plus tard connu sous le nom de Joseph Cinqué, à bord du navire La Amistad dans une révolte face à leurs geôliers. Leur transport d'Afrique vers l'Amérique était illégal et, de ce fait, les Africains ont été déclarés nés à Cuba, alors colonie espagnole. Après leur révolte, les Africains demandèrent à retourner chez eux mais le propriétaire, qui avait été épargné, les trompa sur leur destination. Il les mena vers le nord, le long de la côte américaine vers Long Island à New York. Les Africains furent arrêtés au Connecticut. La goélette fut prise par la marine américaine. Il y eut ensuite un procès sur le navire et sur le statut des Africains captifs. Cet événement fait partie des prémices de l’abolitionnisme aux États-Unis.

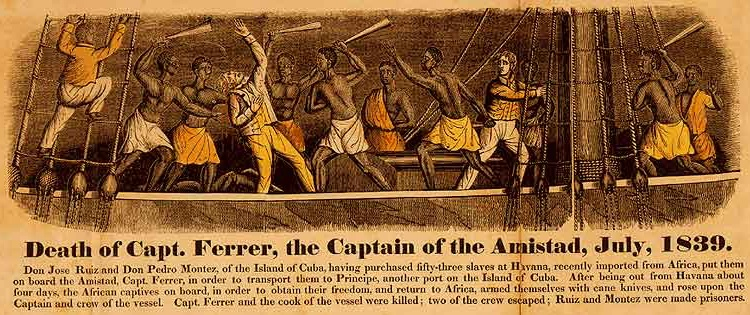
Gravure de 1840 représentant la mutinerie.

La Amistad n'était pas seulement un navire d'esclaves, parce qu'elle n'était pas aménagée pour en transporter. Ce bateau était engagé dans un simple commerce côtier. La première cargaison transportée par La Amistad était du sucre de production industrielle, et sa route normale allait de la Havane à son port d'attache Guanaja. Elle transportait parfois des passagers et plus rarement des esclaves. L'armateur avait maquillé les documents pour lui permettre de légaliser le transport d'esclaves et avait joué sur l'identité de deux navires La Amistad et le Tecora.
Les vrais navires négriers comme le Tecora étaient utilisés pour transporter le plus d'esclaves possible. Une de leurs caractéristiques de construction était la demi-hauteur entre les ponts obligeant les esclaves en chaînes à rester en position allongée ou assise. La hauteur n'était pas suffisante pour rester debout ce qui n'était pas souhaitable pour un navire. L'équipage de la Amistad manquait de place pour les esclaves. 53 captifs furent placés dans la cale et l'autre moitié sur le pont. Ces derniers étaient relativement libres de bouger et cette liberté de mouvement leur a permis de mener leur révolte et de prendre les commandes du navire.

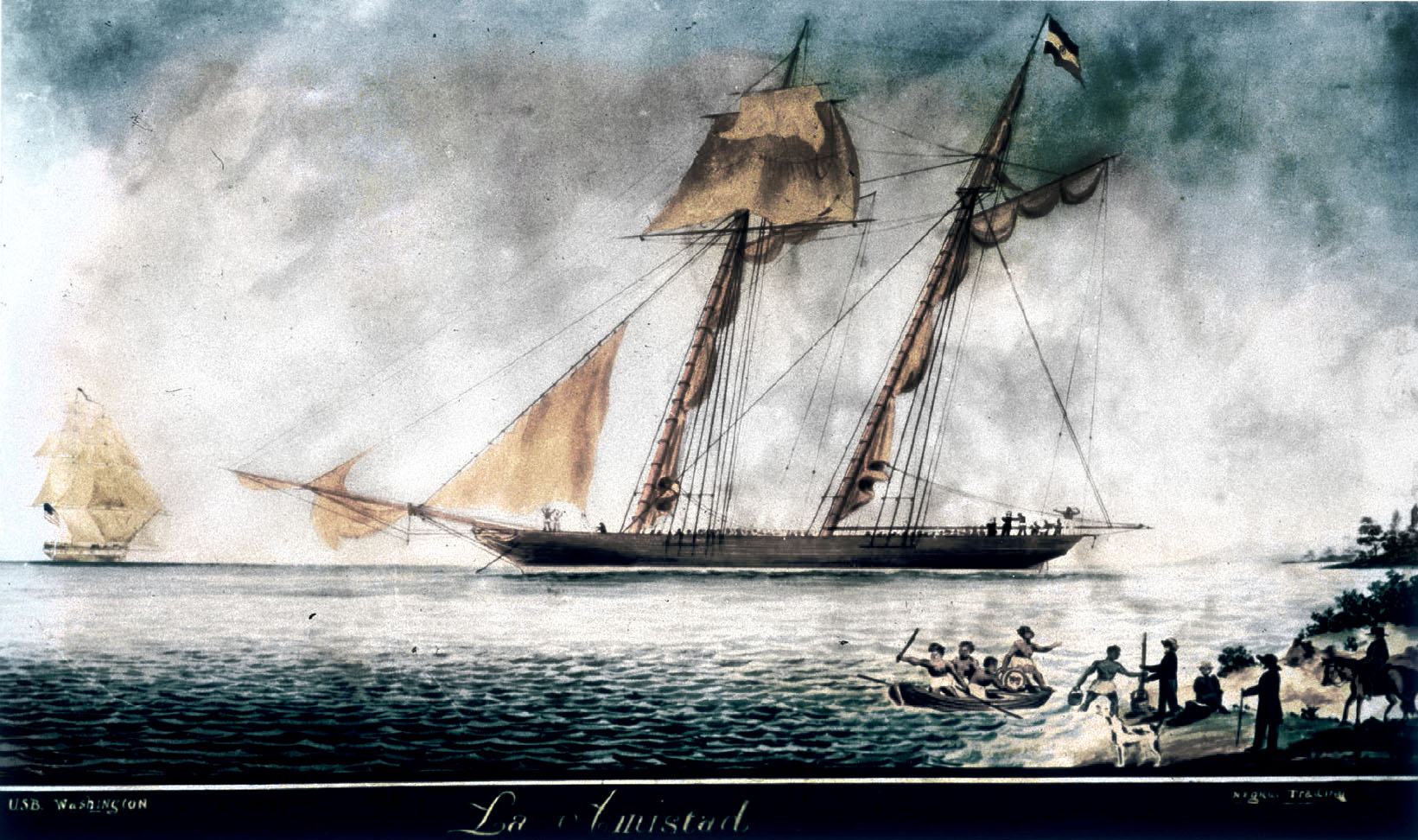
La Amistad à New York, le 26 août 1839.

## Le procès
Un procès largement médiatisé s'ensuivit pour fixer le sort légal du navire et des captifs Mendé. S'ils étaient convaincus de mutinerie, ces derniers risquaient la peine de mort. Le proces était une cause importante pour les abolitionnistes aux États-Unis. Depuis 1808, le Royaume-Uni et les États-Unis avaient interdit le commerce international d'esclaves. Le propriétaire du bateau avait indiqué, de façon frauduleuse, que les captifs étaient nés esclaves à Cuba et qu'ils étaient déplacés pour être vendus au sein du marché intérieur espagnol, ceci afin de contourner l'interdiction américaine.
L'enjeu du procès était donc de déterminer comment les captifs devaient être considérés : comme des biens sauvés du naufrage (propriété des officiers qui avaient secouru le bateau), comme la propriété de leurs acheteurs cubains, ou encore comme la propriété de l'Espagne comme le prétendit la reine Isabelle II puisque le navire appartenait à la couronne. Une seconde question était également de déterminer les circonstances de la capture des Mendé, pour savoir s'ils étaient des esclaves ou des hommes libres qui s'étaient défendus en hommes libres.
En 1825, la Cour suprême des États-Unis avait émis l'arrêt Antelope. Dans cette affaire où les questions de fond étaient identiques malgré des faits un peu différents, elle avait conclu à l'absence de législation internationale applicable et au respect des droits nationaux, espagnols en l'occurrence, par les autorités américaines sur ces questions de commerce esclavagiste. Cet arrêt constitua donc une jurisprudence importante lors du procès, qui fut défendue par certaine partie et contestée par d'autres.
En appel, le procès (United States vs The Amistad) alla jusqu'à la Cour suprême des États-Unis. En 1841, la Cour jugea que les captifs avaient été transportés illégalement et détenus illégalement comme esclaves. Leur révolte relevait ainsi de la légitime défense. La Cour ordonna donc la libération de tous ces hommes.
35 survivants retournèrent en Afrique en 1842, grâce à une souscription lancée par la United Missionary Society. Ce groupe, fondé par le pasteur protestant lui-même ancien esclave fugitif réfugié à Brooklyn James W.C. Pennington, était un acteur important du mouvement abolitionniste.

## La Amistaddans la culture populaire
- Le film Amistad, réalisé par Steven Spielberg et sorti en 1997, relate l'histoire de la traite des Noirs et le procès qui s'ensuivit.

- Le single Petite fille issu de l'album Trône de Booba parle de la Amistad en ces termes : « ils pensent Afrique, ils pensent soleil. Je pense aux nègres sur Amistad. Mais petite fille, vivre à ton époque est une époque formidable. »

- Dans Puisqu’il faut vivre, Soprano parle des chants racistes qu'on entend dans certains stades de foot : « Et certains chants des stades me rappellent l’Amistad. »
- Dans son single Qui suis-je ?, composé par Sofiane Pamart et Lionel Soulchildren, Scylla évoque la mutinerie qui a eu lieu sur la Amistad : « J'entends encore le chant de mes frères, les fouets, les bruits de vague. L'éclat des chaînes qui se brisent, puis, le cri jouissif des bourreaux devenus victimes dans les entrailles de l'Amistad. »
- Le groupe de Power Metal, Blazon Stone parle de cet événement dans le morceau Amistad Rebellion dans son premier album, Return to Port Royal